# Vorbehandlung in der Galvanotechnik
Durch die Vorbehandlung in der Galvanotechnik möchte man eine einwandfreie Oberfläche für die nachfolgende Galvanisierung schaffen. Diese erfolgt mechanisch – durch Schleifen und Polieren, sowie chemisch durch Beizbäder (Säurebäder) und durch Entfettungen – hierbei unterscheidet man die anodische Entfettung, die kathodische Entfettung (beides elektrolytische Entfettungen) und die Abkochentfettung. Des Weiteren werden in der Galvanotechnik noch Ultraschallbäder für die Vorbehandlung verwendet.

## Schleifen und Polieren
Schleifen und Polieren werden für die Beseitigung von Kratzern und Riefen im Grundmaterial verwendet; sie sollen also eine glatte Oberfläche schaffen.

## Beizbäder
Die Beizbäder sind Säurebäder, die meistens aus Salz- oder Schwefelsäure bestehen. In seltenen Fällen werden auch Salpeter-, Phosphor- und Flusssäure verwendet (hier ist aber auf die Gefährlichkeit dieser Säuren zu achten! – gefährliche Gasentwicklungen können zustande kommen, z. B. bei der Salpetersäure die Nitrose Gase).
Durch die Säure werden in der Galvanotechnik u. a. Rost und Zunder von dem zu galvanisierenden Teil entfernt.

## Entfettungen
Entfettungen werden eingesetzt, um Tiefziehfette/öle, Trennmittel (meist Silikone), Korrosionsschutzöle, Flussmittel, Schleifstaub, Bohr- und Gleitschleiföle und Metalloxide/Zunder von der Oberfläche der Bauteile zu entfernen.
Bei Eisenwerkstücken verwendet man dazu stark alkalische Entfettungen, bei anderen Metallen, insbesondere bei Aluminium und seinen Legierungen, sowie bei Buntmetallen wird eine schwachalkalische Entfettung verwendet. Das Wichtigste aber an den Entfettungen sind die Tenside, die in ihnen enthalten sind. Sie besitzen die Möglichkeit, Öle und Fette an sich zu binden und sie in Lösung zu bringen.

### Abkochentfettung
Die Abkochentfettung ist eine wässrige, stark alkalische Lösung bei einer Temperatur um 70–80 °C.

### Elektrolytische Entfettung

#### Kathodische Entfettung
Bei der kathodischen Entfettung wird die Ware als Kathode geschaltet. Der Elektrolyt besteht aus Natriumhydroxid (NaOH) oder Kaliumhydroxid (KOH). Hierbei entsteht Wasserstoff, der es in seinem gasförmigen Zustand vermag, unter die Öl- bzw. Fettschicht zu dringen und diese regelrecht abzusprengen. Zur Unterstützung der Reinigungswirkung werden oft Hilfsstoffe, wie Komplexbildner, z. B. Glukonate oder Triethanolamin, Phosphate, Silikate und Tenside zugesetzt.

#### Anodische Entfettung
Bei der anodischen Entfettung werden die gleichen Elektrolyte eingesetzt wie bei der kathodischen Entfettung. Allerdings wird hier am Werkstoff Sauerstoff gebildet. Außerdem werden metallische Verunreinigungen und häufig auch Grundmaterial elektrolytisch gelöst.
In der Galvanotechnik ist die kathodische Entfettung effektiver als die anodische Entfettung, da bei gleicher Strommenge doppelt so viel Wasserstoff wie Sauerstoff gebildet wird. Aufgrund der Gefahr der Wasserstoffversprödung wird teilweise eine anodische Schaltung vorgeschrieben. In einigen Fällen wird die Entfettung umgepolt, meist wird dann zunächst kathodisch geschaltet und gegen Ende auf anodische Schaltung umgepolt.
Anodisch geschaltete Elektrolyte mit speziellen Chemikalien „Stripperlösungen“ werden zum Entmetallisieren (Entfernen alter Abscheidungen z. B. Vernickelung u. ä.) verwendet. Um abgeschiedene Metallschichten wieder zu entfernen, ist jedoch nicht immer Strom nötig. Es gibt Stripperlösungen, die auch ohne Strom funktionieren, dann jedoch meistens höhere Temperaturen verlangen, um die Schicht(en) zu entfernen. Viele Abscheidungen können auch mit konzentrierten Säuren (Säuregemischen) oder Laugen wieder entfernt werden, z. B. Chrom oder auch Zink mit Salzsäure.